# Nadmierna turystyka

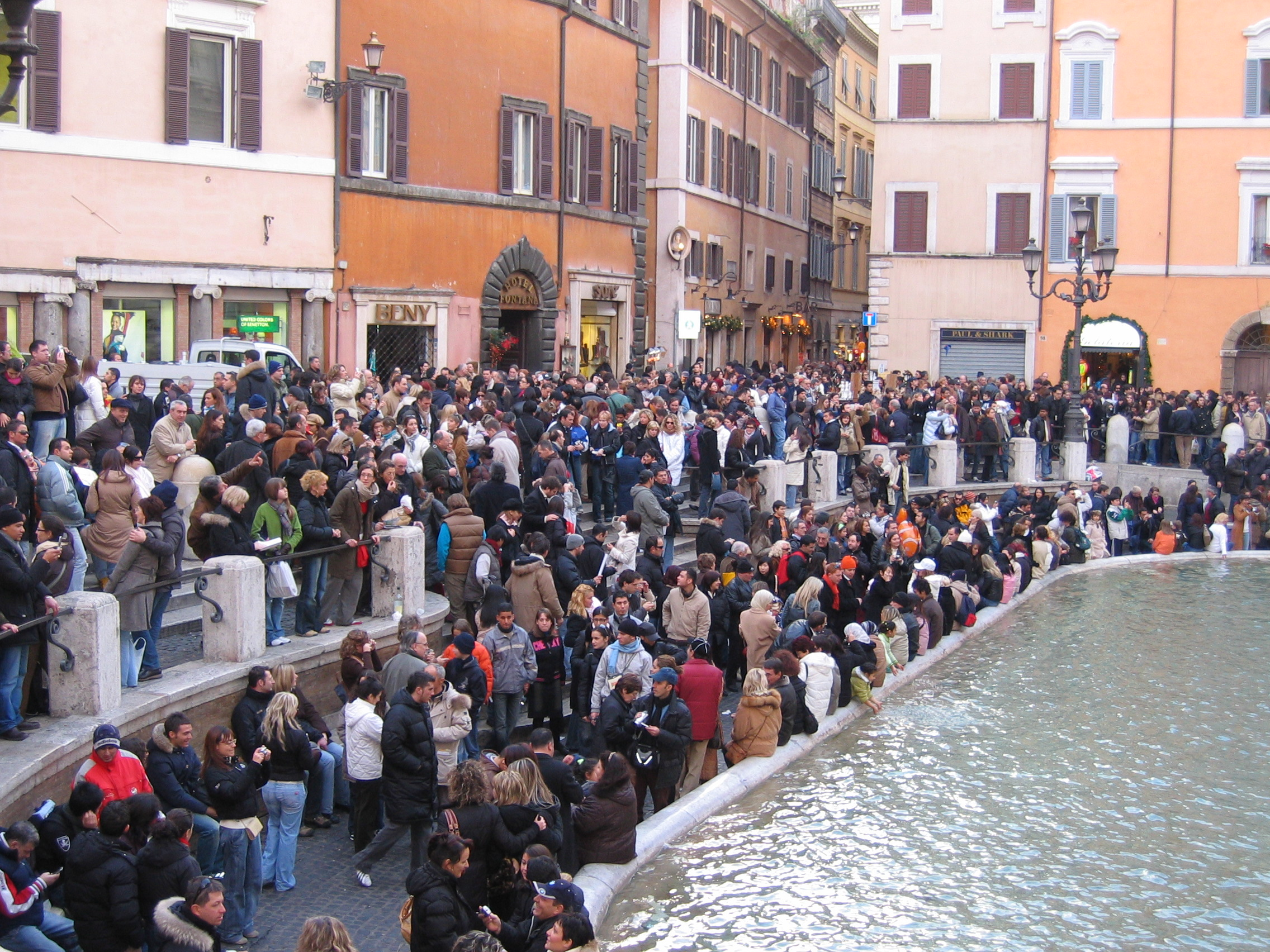
Tłumy przy Fontannie di Trevi w Rzymie

Nadmierna turystyka – zjawisko zatłoczenia lub przeludnienia spowodowanego nadmiarem turystów, które powoduje konflikty wśród mieszkańców. Światowa Organizacja Turystyki (UNWTO) definiuje nadmierną turystykę jako „wpływ turystyki na miejsce docelowe lub jego część, który nadmiernie wpływa na postrzeganą jakość życia mieszkańców i/lub jakość doświadczeń odwiedzających w negatywny sposób”. Definicja ta pokazuje, w jaki sposób nadmierna turystyka może być postrzegana zarówno wśród mieszkańców, którzy widzą turystykę jako czynnik obciążający ich codzienne życie, jak i samych odwiedzających, którzy mogą postrzegać zbyt dużą liczbę turystów jako uciążliwość.
Termin ten jest szeroko używany dopiero od 2015 roku, ale obecnie jest najczęściej używanym wyrażeniem do opisania negatywnych skutków przypisywanych turystyce.

## Charakterystyka

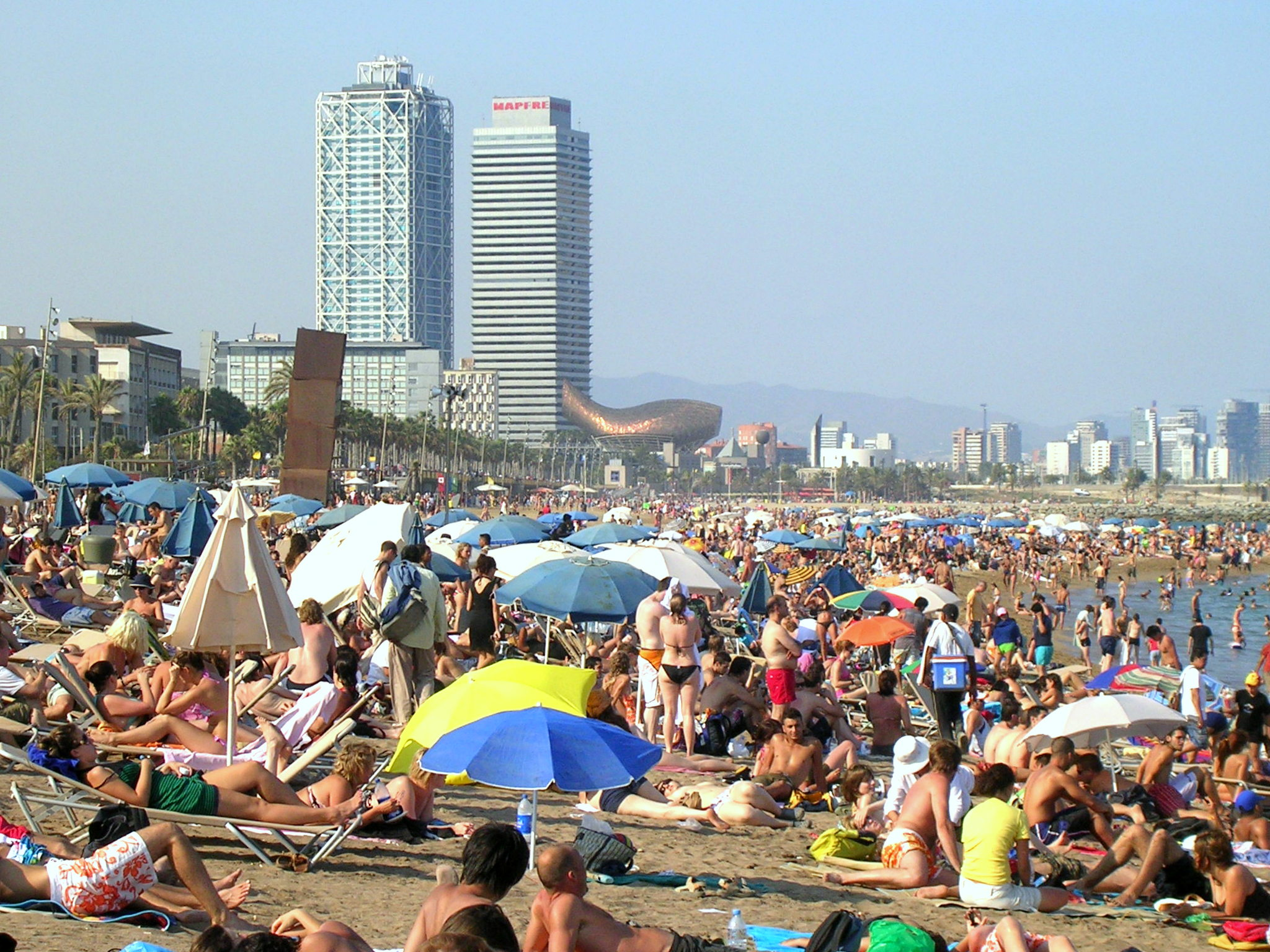
Turyści nad wybrzeżem Morza Śródziemnego w Barcelonie

Rozwój turystyki może prowadzić do konfliktów między mieszkańcami, osobami dojeżdżającymi do pracy, odwiedzającymi jednodniowymi i nocującymi turystami. Choć obecnie wiele uwagi poświęca się nadmiernemu ruchowi turystycznemu w miastach, to zjawisko to można zaobserwować także w miejscowościach wiejskich i na wyspach. UNWTO stwierdziła, że nadmierne zatłoczenie może skłaniać lokalnych mieszkańców do protestów przeciwko turystyce. Nadmierny wzrost liczby odwiedzających może prowadzić do negatywnych skutków dla lokalnych mieszkańców, zwłaszcza podczas tymczasowych lub sezonowych szczytów turystycznych. W związku z tym nośność ośrodka turystycznego jest również mierzona w kategoriach nośności społecznej i zachowania turystów.
Nadmierna turystyka jest czasami błędnie utożsamiana z turystyką masową. Turystyka masowa obejmuje duże grupy turystów przebywających do tego samego miejsca docelowego. Choć może to prowadzić do nadmiernej turystyki, istnieje wiele miejsc docelowych, które goszczą miliony odwiedzających, ale nie są postrzegane jako cierpiące z powodu nadmiernej turystyki (np. Londyn). Turyści zazwyczaj korzystają z infrastruktury i usług zaprojektowanych dla mieszkańców. Jeśli przepustowość infrastruktury i usług, z których muszą korzystać również turyści zostanie przekroczona, świadczenie usług koncentruje się na priorytetach turystów. Mieszkańcy mogą być zmuszeni do korzystania z usług przeznaczonych dla turystów.
W latach 90. lokalni mieszkańcy Hiszpanii, Grecji, Malty i Francji zaczęli sprzeciwiać się masowej turystyce. Na obszarach wiejskich Ameryki Łacińskiej obawy o środowisko były kluczowym czynnikiem niezadowolenia i kampanii społecznych przeciwko rozwojowi nieruchomości turystycznych. W Meksyku i Ameryce Środkowej gwałtowne protesty zostały wywołane przez spekulacje nieruchomościami turystycznymi, a także wyzysk pracowników, a nawet wywłaszczanie lub wysiedlanie lokalnych mieszkańców.
W 2017 roku w Europie miała miejsce fala protestów mieszkańców miast, w tym Barcelony, Wenecji i Palmy. Problemy wynikające z nadmiernej turystyki zaczęły być omawiane w publikacjach naukowych, ale nie uzgodniono powszechnie akceptowanej definicji tego zjawiska.

## Przyczyny

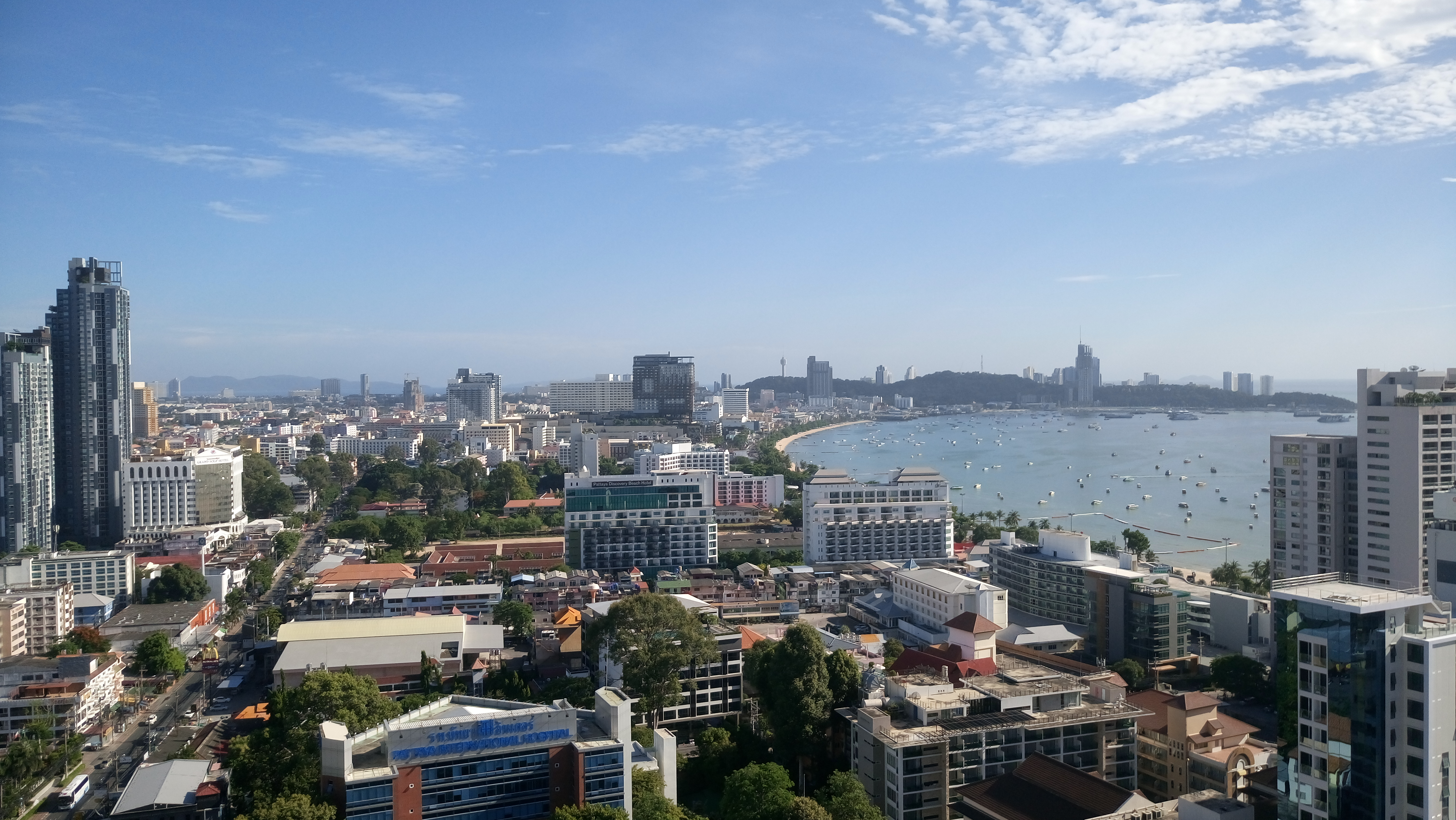
Pattaya została odwiedzona przez 9,44 miliona turystów w 2019

Nadmierną turystykę obserwuje się głównie, ale nie wyłącznie, gdy liczbę odwiedzających miejsce docelowe lub jego część gwałtownie rośnie w krótkim czasie. Ponadto, zjawisko to jest najbardziej powszechne na obszarach, gdzie odwiedzający i mieszkańcy dzielą fizyczną przestrzeń. W ostatnich latach, zmiany w turystyce i poza nią zwiększyły kontakt między mieszkańcami i odwiedzającymi oraz sprawiły, że wpływ turystyki stał się bardziej zauważalny. Oprócz ogólnego wzrostu liczby turystów, problemy związane z nadmierną turystyką zostały zaostrzone przez następujące wydarzenia:

### Czynniki sprzyjające nadmiernej turystyce
Nadmierna turystyka stała się zjawiskiem powszechnym. Rządy i organizacje zajmujące się marketingiem miejsc docelowych starają się rozwiązać ten problem. Czynniki sprzyjające nadmiernej turystyce obejmują większą liczbę turystów, przystępność cenową podróży, sposób myślenia zdominowany przez chęć wzrostu gospodarczego, krótkoterminowe skupienie się na turystyce, konkurencję o lokalne usługi i udogodnienia oraz brak kontroli nad rezerwacjami turystycznymi.
Obecnie jest więcej turystów niż kiedykolwiek wcześniej w historii świata. W 1950 roku liczbę międzynarodowych turystów szacowano na 25 milionów. W 1963 roku Walter Christaller opublikował publikację na temat negatywnych skutków turystyki. W 1987 roku Jost Krippendorf również to zrobił, podczas gdy liczba turystów zwiększyła się. W 2016 roku liczba turystów przekroczyła miliard, co stanowi 50-krotny wzrost w porównaniu z rokiem 1950. Doniesienia medialne na temat nadmiernej turystyki koncentrowały się na Europie, która ponosi ciężar przyjazdów turystycznych w 50% oraz Azji Południowo-Wschodniej, która utrzymuje 25% przyjazdów turystycznych.

### Czynniki przyczyniające się do nadmiernej turystyki
Zakłada się, że rozwój tanich przewoźników, dostępność niedrogich międzymiastowych usług autobusowych i popularność podróży statkami wycieczkowymi przyczyniły się do skarg na nadmierną turystykę. W literaturze naukowej za czynniki sprzyjające nadmiernej turystyce uznaje się politykę rządu, ambicje usługodawców w miejscowościach turystycznych, a także wpływ mediów społecznościowych.
Airbnb i podobne usługi zakwaterowania online mogą prowadzić do wzrostu liczby turystów ze względu na niższe ceny w porównaniu z hotelami lub innymi obiektami.
Ekonomia doświadczeń i zmieniające się wzorce stylu życia zostały obwinione za zwiększone wykorzystanie obiektów rekreacyjnych, co przyczyniło się powstania monokultury obiektów hotelarskich.

## Przykłady
Kilka mediów opublikowała listy miejsc, które nie są zalecane ze względu na nadmierną liczbę turystów.

### Antarktyda
Według CNN, ekolodzy są zaniepokojeni wpływem turystyki na Antarktydę, która stale wzrastała w latach 2010–2019.

### Austria
Hallstatt w 2020 roku miał 780 mieszkańców i ponad 10 000 odwiedzających dziennie, głównie przybywających autobusem turystycznym, zatrzymujących się na krótko na zdjęcia i szybko ruszających dalej. W 2020 roku wdrożono nowy system ograniczający wjazd autobusów.

### Bhutan
Bhutan wprowadził opłatę w wysokości od 200 do 250 dolarów za dzień dla turystów ze względu na obawy związane z nadmierną turystyką.

### Chiny
Wielki Mur Chiński został uszkodzony przez nadmierną turystykę.

### Chorwacja
Do 2017 roku Dubrownik stał się tak oblegany przez turystów, że UNESCO rozważało usuniecie go z lista światowego dziedzictwa. Miasto ograniczyło liczbę odwiedzających, którzy mogą wspinać się na jego mury obronne, a od 2017 roku planowało ograniczyć liczbę statków wycieczkowych, które mogą zacumować. W 2020 roku rozważano ograniczenie liczby nowych restauracji, które mogą zostać otwarte.

### Ekwador
Wyspy Galapagos znalazły się na liście Fodor's miejsc, do których nie należy jechać z powodu szkód środowiskowych spowodowanych nadmierną turystyką. Od 2017 odwiedzający muszą wynająć przewodnika.

### Francja

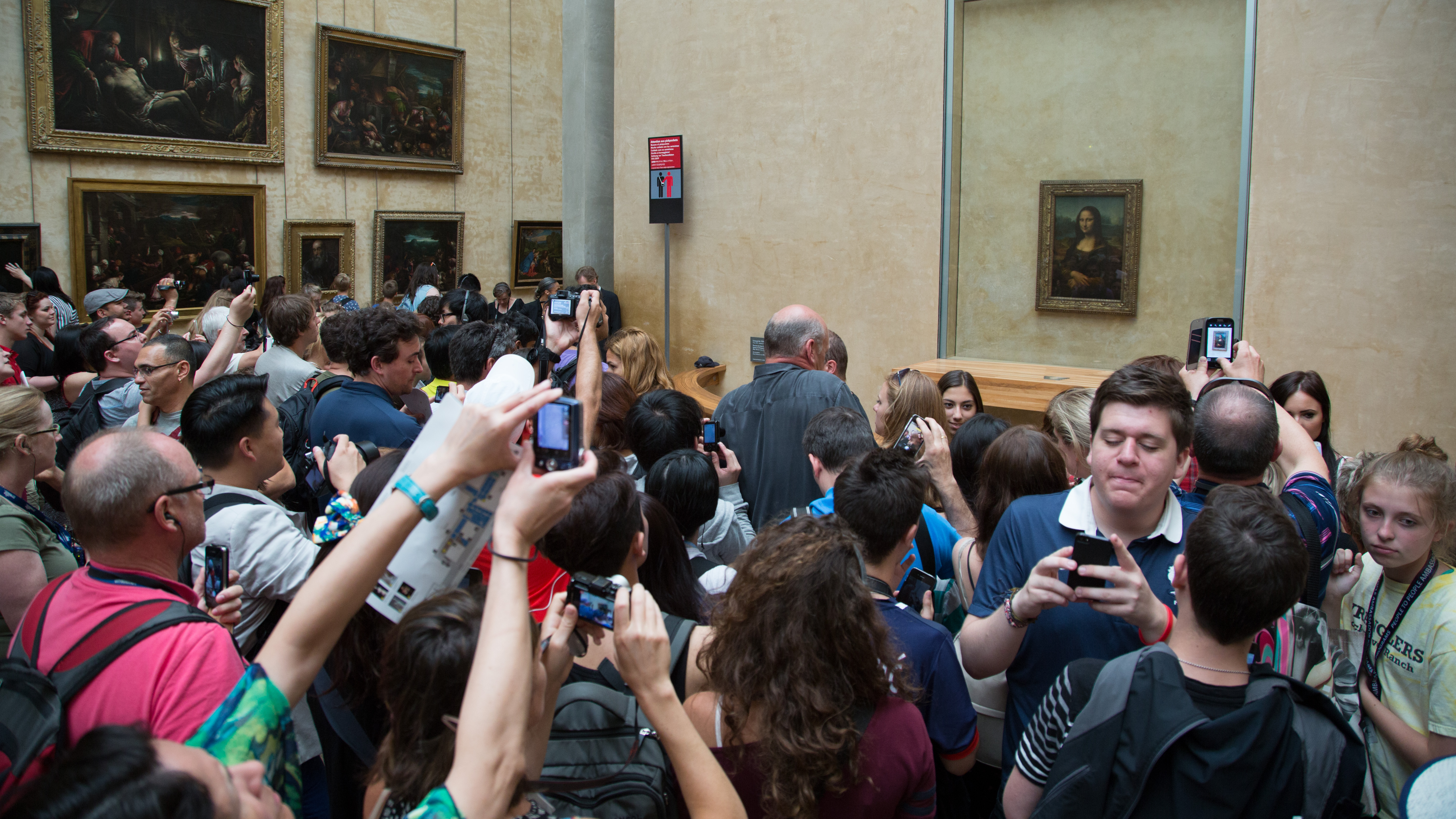
Nadmierna turystyka w Luwrze

W Paryżu pracownicy Luwru rozpoczęli strajk z powodu ich zdaniem niebezpiecznie przepełnionych warunków.

### Grecja
Na Santorynie liczba odwiedzających statki wycieczkowe została ograniczona do 8000 dziennie z powodu nadmiernej turystyki po latach, w których wyspa licząca 15 000 mieszkańców przyjmowała do 18 000 turystów dziennie.

### Hawaje
Na Hawajach wykazano, że degradacja koralowców pogarsza się na obszarach o większej koncentracji turystów.

### Hiszpania
W Barcelonie protestujący demonstrowali na plażach turystycznych i w innych dzielnicach o dużym natężeniu ruchu turystycznego, a także pojawiały się antyturystyczne graffiti. Do 2013 Park Güell odwiedzało 9 milionów turystów rocznie, a urzędnicy ograniczyli wstęp do parku do 800 osób na godzinę. The New Yorker stwierdził, że „zmiana Parku Güell ze wspólnej przestrzeni publicznej w strefę kultury zajmowaną niemal wyłącznie przez turystów jest rozumiana przez niektórych zaniepokojonych mieszkańców Barcelony jako opowieść o przyszłym losie samego miasta”. Według Alberta Ariasa, geografa z rządu Barcelony, sprzedaż biletów była „bardzo złym rozwiązaniem”. Airbnb przyczyniło się do nadmiernej turystyki, a w niektórych częściach miasta odnotowano 45% spadek liczby mieszkańców w latach 2007–2019 z powodu inwestorów kupujących nieruchomości w celu krótkoterminowego wynajmu za pośrednictwem platformy. Do 2017 turystyka stała się głównym zmartwieniem władz miasta, a ankieta wykazała, że 60% mieszkańców uważa, że Barcelona „osiągnęła lub przekroczyła” swoją zdolność do obsługi turystyki. W 2020 roku Barcelona planowała ograniczyć liczbę statków wycieczkowych. W kwietniu 2020 w Barcelonie opublikowano propozycję radykalnej zmiany organizacji miasta, Manifest na rzecz reorganizacji miasta po COVID-19, podpisany przez 160 naukowców i 300 architektów. Manifest jest radykalnie krytyczny w stosunku do turystyki i komercjalizacji miasta, proponując wyeliminowanie statków wycieczkowych, utrzymanie obecnych wymiarów lotniska, stymulowanie turystycznego dewzrostu i eliminowanie inwestycji mających promować markę Barcelony.
Inne obszary Hiszpanii, w których panuje nadmierny ruch turystyczny to Majorka i Alicante.

### Holandia
Amsterdam w 2019 wprowadził dzienny podatek turystyczny, a w 2020 wyeliminował wycieczki do dzielnicy czerwonych latarni.

### Indie
W 2019 Tadź Mahal zaczęło nakładać grzywny na odwiedzających, którzy pozostają dłużej niż trzy godziny. CNN w 2017 nazwał tłumy „nieubłaganymi”.

### Indonezja
W 2020 roku Bali planowało wprowadzić podatek turystyczny w wysokości 10 dolarów.

### Iracki Kurdystan
Iracka część Kurdystanu jest najczęściej odwiedzaną częścią Iraku, szczególnie podczas Nouruz. Turyści przyjeżdżają z Iraku i świata na Nouruz. W Dahuk 3 osoby zostały aresztowane za planowanie spalenia 200 opon na Nouruz w 2022 roku. W Akrze, mieście słynącym z obchodów Nouruz, niektórzy mieszkańcy postanowili spalić drewniane pochodnie zamiast opon.

### Islandia
Obszar Fjaðrárgljúfur został zamknięty po tym, jak teledysk do piosenki Justina Biebera I’ll Show You uczynił go tak popularnym, że rząd musiał poprawić infrastrukturę.

### Japonia
Urzędnicy Kioto w 2019 wprowadzili grzywnę w wysokości 92 dolarów dla turystów fotografujących gejsze bez ich zgody.

### Nepal
Mount Everest stał się tak oblegany przez turystów, że wspinacze umierają na chorobę wysokościową z powodu opóźnień spowodowanych przepełnieniem. Od 2020 rząd Nepalu planował ograniczyć pozwolenia do tych, którzy wspięli się na inny nepalski szczyt o wysokości przynajmniej 6500 metrów.

### Peru

Turyści w Machu Picchu

Od 2019 Peru ogranicza liczbę odwiedzających Machu Picchu do 5000 dziennie, ale UNESCO uważa, że limit ten powinien zostać zmniejszony o połowę. Od 2014 zagraniczny turyści są zobowiązani do wynajęcia przewodnika. W 2020 planowano wydawać 5940 biletów dziennie, czyli ponad dwukrotnie więcej niż 2500 zalecanych przez UNESCO w celu zachowania ruin.

### Tajlandia
Zatoka Maya została zamknięta dla publiczności po tym, jak nadmierna turystyka spowodowała problemy środowiskowe. Park Narodowy Ao Phang Nga został wymieniony na liście Fodor’s miejsc, do których nie należy jechać w 2018 z powodu nadmiernej turystyki.

### Wielka Brytania
W Szkocji na wyspie Skye odradzano odwiedzającym przyjazd, jeśli nie mieli zarezerwowanego noclegu.

### Wietnam
W Hanoi w październiku 2019 pociąg musiał się zatrzymywać awaryjnie z powodu turystów robiących sobie selfie na torach.

### Włochy
Wenecja boryka się z malejącą populacją z powodu nadmiernej turystyki.W 2019 Forbes nazwał ją jednym z „najbardziej obleganych miejsc turystycznych na świecie”. CNN nazwał tłumy „przytłaczającymi”. W 2018 miasto przetestowało użycie kołowrotów na placu św. Marka, aby kontrolować liczbę odwiedzających. W 2020 dzienny podatek turystyczny wynosił 11 dolarów.
Capri w 2018 testowało sposoby ograniczenia turystyki jednodniowej. Cinque Terre odwiedziło 2,5 miliona turystów w 2015, a władze lokalne starały się ograniczyć liczbę odwiedzających do 1,5 miliona w 2016, ale nieprzychylna reakcja doprowadziła do wycofania się z tego. CNN stwierdziło, że jednodniowi turyści ze statków wycieczkowych, którzy zwiedzają przez kilka godzin i nie wydają pieniędzy, są obwiniani za szkody wyrządzone środowisku. Urzędnicy w Rzymie zdelegalizowali siedzenie na schodach Hiszpańskich, nakładając grzywny w wysokości do 448 dolarów z powodu szkód spowodowanych przez turystów.

## Działania przeciwko nadmiernej turystyce
We wrześniu 2018 UNWTO opublikowała raport na temat nadmiernej turystyki i sposobów radzenia sobie z nią. Raport podkreśla znaczenie spojrzenia na turystykę w kontekście lokalnym i wyszczególnia 11 strategii radzenia sobie z nadmierną turystyką:
1. Zwiększenie fizycznego rozproszenia tłumów między różnymi atrakcjami w danym mieście / miejscu docelowym;
2. Zwiększenie czasowego rozproszenia turystów (np. poprzez zachęcanie do wizyt poza sezonem);
3. Promowanie nowych i szczególnie interesujących tras i atrakcji;
4. Efektywne wykorzystanie przepisów dotyczących turystyki;
5. Dostosowanie działań do określonych segmentów rynku turystycznego;
6. Zapewnienie społecznościom i mieszkańcom korzyści z turystyki;
7. Tworzenie doświadczeń korzystnych zarówno dla turystów, jak i mieszkańców;
8. Rozbudowa infrastruktury;
9. Zaangażowanie lokalnych mieszkańców w kształtowanie polityki turystycznej;
10. Komunikowanie się z turystami na temat potencjalnego wpływu turystyki na społeczności;
11. Wykorzystywanie danych do monitorowania i reagowania na problemy związane z nadmierną turystyką.

Firma konsultingowa McKinsey & Company sugeruje, że aby zapobiec nadmiernej turystyce, należy skupić się na czterech priorytetach:
- Zbudować kompleksową bazę danych i regularnie ją aktualizować
- Ustanowić strategię zrównoważonego rozwoju poprzez rygorystyczne, długoterminowe planowanie
- Zaangażować wszystkie sektory społeczne – komercyjne, publiczne i społeczne
- Znaleźć nowe źródła finansowania

Ponadto, niezbędny jest systematyczny PR i komunikacja. Cele, działania i porażki lokalnego zarządzania turystyką muszą być przejrzyste dla mieszkańców, aby wszystkie odpowiednie instytucje mogły się w nie zaangażować.